# Réserve écologique de Couchepaganiche
La réserve écologique de Couchepaganiche est située à Métabetchouan–Lac-à-la-Croix, dans la région du Saguenay–Lac-Saint-Jean, près de la rivière Couchepaganiche.  Le nom de la réserve qui prend son nom de la rivière signifie « petite rivière de l'embarquement » en montagnais,.  La réserve protège une érablière à bouleau jaune et une érablière à chêne rouge, la seconde étant unique dans la région.